# 張國榮的紀念活動
2003年4月1日18時43分，香港歌星張國榮從香港文華東方酒店24樓跳下自殺身亡，之後海內外名人和粉絲在全球各地舉辦了一系列悼念活動和發表了一系列紀念作品。

## 悼念与纪念活動

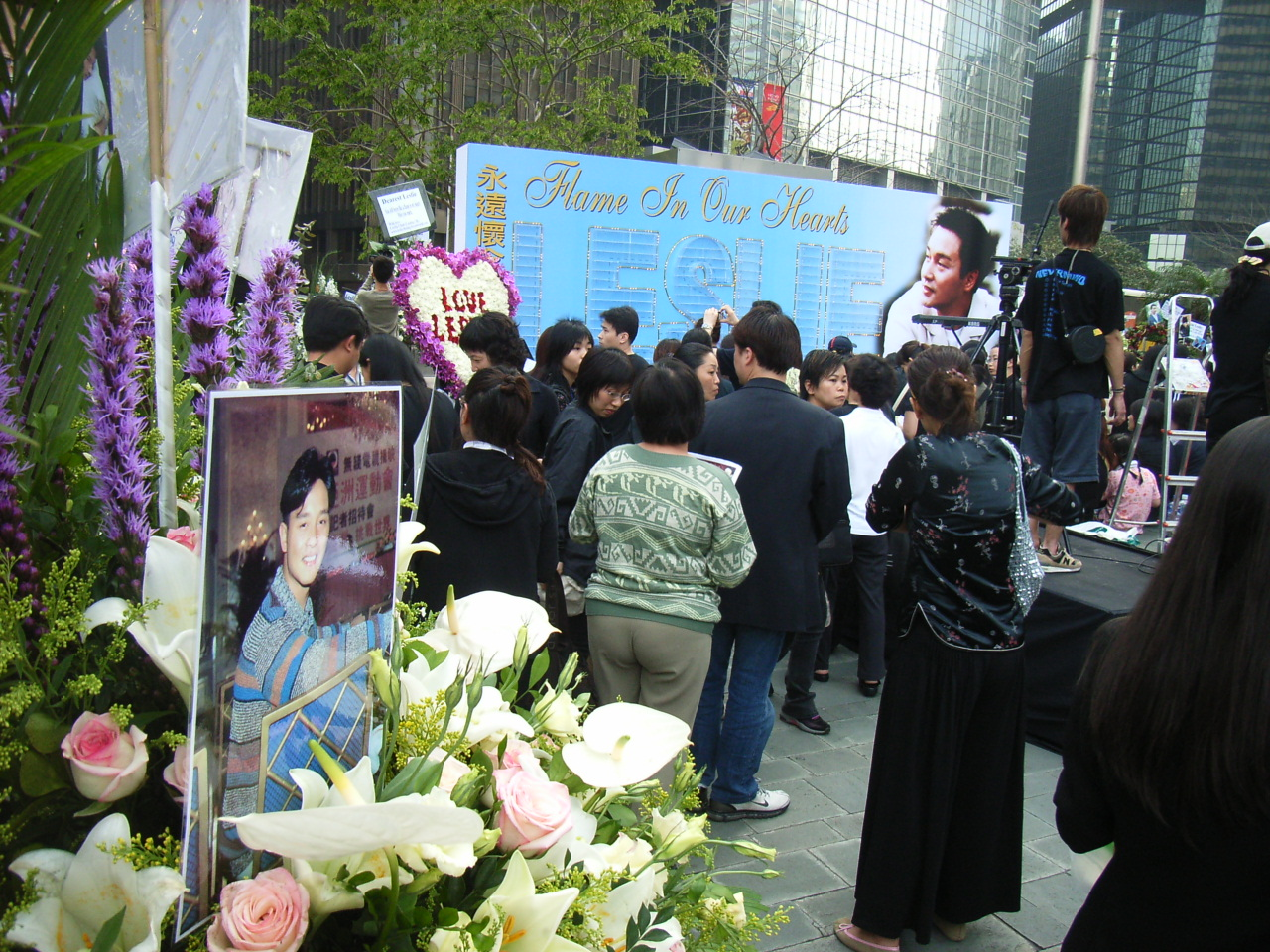
張國榮逝世三周年（2006年香港中環）

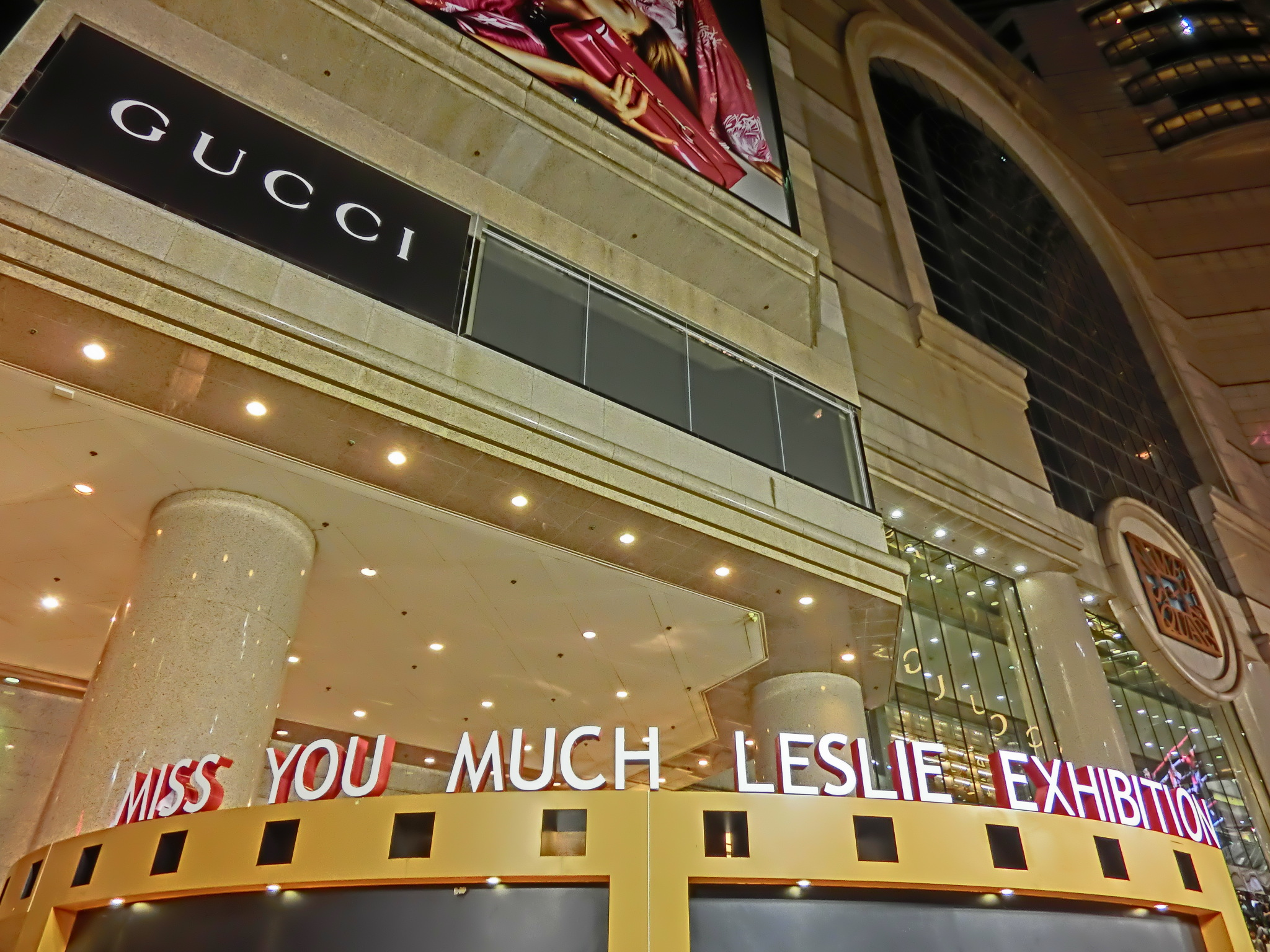
2013年《繼續寵愛·十年·紀念展》（銅鑼灣時代廣場）

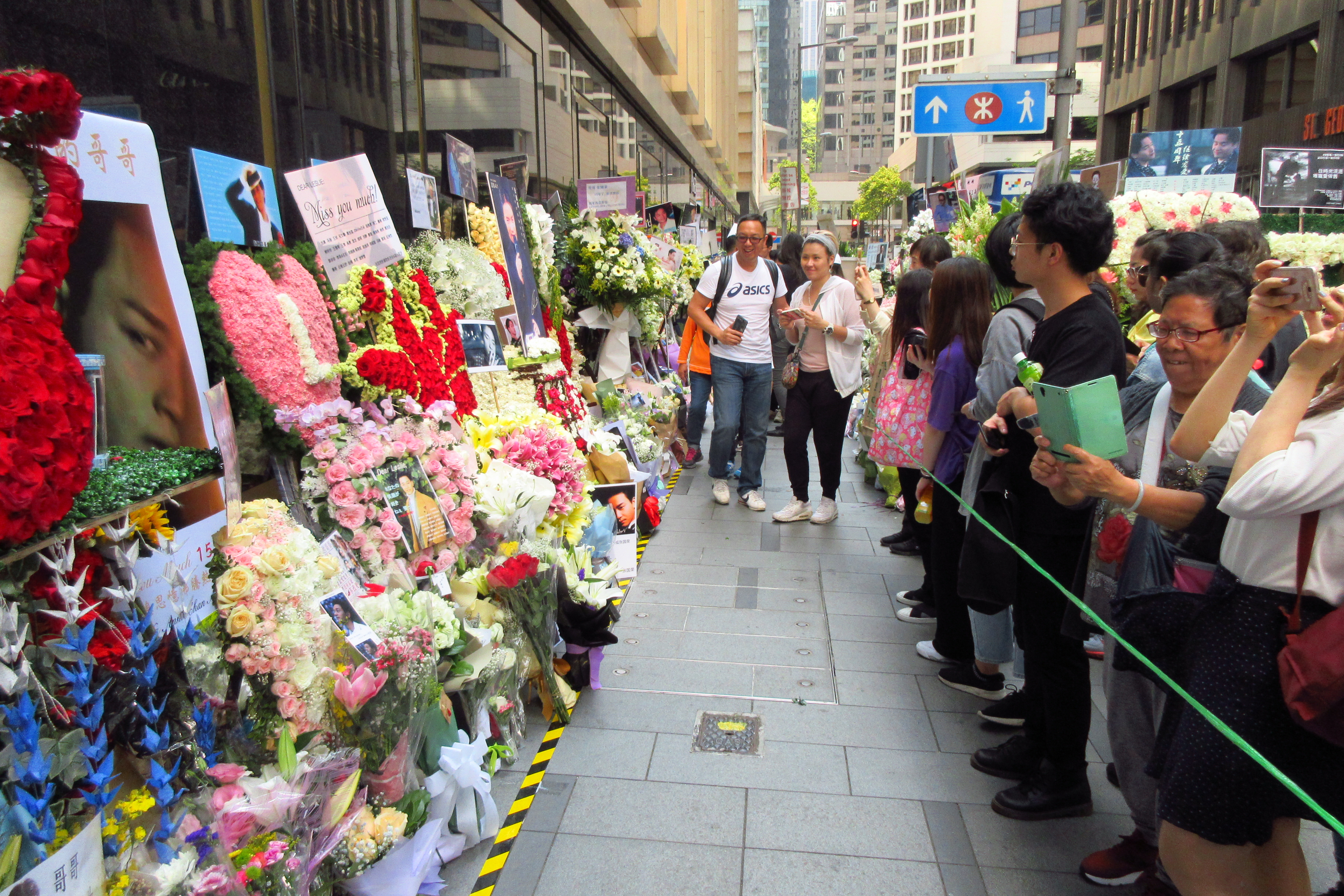
2018年4月1日，在他身故的中環文華東方酒店近雪廠街出入口，不少人擺放了鮮花，部分附有哥哥照片及歌迷留言

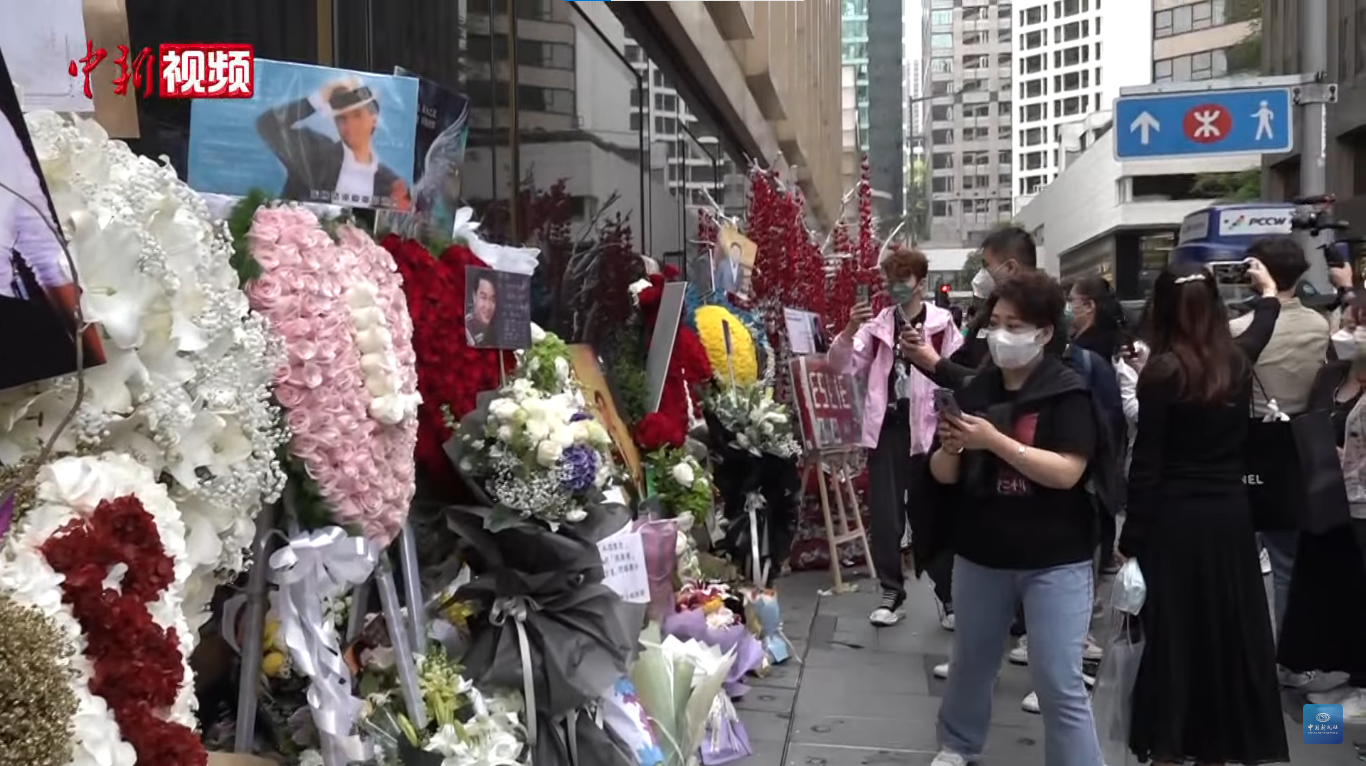
2023年4月1日正值张国荣逝世20周年纪念日，大批歌迷陆续来到香港文华东方酒店外献上鲜花和缅怀标语

### 2000年代
- 2003年9月10日：香港會議展覽中心，《繼續張國榮音樂會》
- 2004年4月1日前後：香港文華東方酒店外举行“荧光中念哥哥”的纪念晚会[1]
- 2005年4月1日前後：遮打花園內
- 2006年4月1日前後：香港文華東方酒店對面，康樂大廈廣場
- 2007年4月1日前後：新世界中心地下廣場
- 2008年3月31日、4月1日：香港紅磡體育館，《Miss You Much Leslie繼續寵愛音樂會》[2]
  - 張國榮逝世五周年紀念音樂會。由經紀人陳淑芬擔任演唱會總監兼出品人，張學友擔任藝術顧問，邀請數十位張國榮生前的歌手及演員好友參與演出，重新詮釋他的經典歌曲。音樂會原定於4月1日舉行，門票開賣後於兩小時內售罄，由於向隅者眾，故於3月31日加開一場。音樂會收益在扣除開支後，將全數撥作慈善用途，讓張國榮的精神遺愛人間。
- 2008年4月1日前後：香港文化中心露天廣場、行政大樓展覽館，《這些年來……繼續張國榮五週年紀念》
  - 3月31日：香港文化中心露天廣場，「The Live Moments。張國榮拉闊時光」露天播放會
  - 4月1日–2日：香港文化中心行政大樓4樓展覽館，「聲留。情動 ——張國榮音樂之旅」展覽
- 2008年3月28日–4月13日：九龍灣國際展貿中心大堂（EMAX），「張國榮 - 星 . 聲傳奇」互動音樂活動
- 2008年9月12日：重慶奧體中心，《繼續寵愛──紀念張國榮音樂會》[3]
- 2009年4月1日前後：香港文化中心露天廣場，《有心。人。共鳴》張國榮作品致敬晚會

### 2010年代
- 2010年3月28日–4月6日：荃新天地2期，《張國榮 – 舞台上的絕代經典》展覽
- 2010年4月1日：中環遮打花園，《熱情。印象。張國榮》紀念晚會[4]
- 2010年4月1日–13日：香港藝術中心包氏畫廊5樓，《印象。張國榮》圖片展覽[4]
- 2011年4月1日：香港文化中心露天廣場，《Leslie Cheung in Asia》[4]
- 2012年4月1日前後：遮打花園內，《I AM WHAT I AM》紀念晚會[4]
- 2012年3月1日：香港會議展覽中心，《ReImagine Leslie Cheung 浮想聯翩張國榮音樂會》[5]
  - 由林夕、Alvin Leong主導，MANHATTAN MasterCard全力支持，環球唱片歌手鼎力打造的張國榮紀念音樂會。
- 2013年3月31日、4月1日：香港紅磡體育館，《繼續寵愛·十年－張國榮逝世10周年音樂會&紀念晚會》[6][7]
  - 参演藝人包括張學友、陳奕迅、許志安、譚詠麟、黃耀明、陳慧琳、古巨基、容祖兒、草蜢、張敬軒、陳慧嫻 、蘇永康、周慧敏、李克勤、張智霖、黎瑞恩、湯寶如 。
  - 現場直播及轉播的媒體有：香港電台第二台、叱咤903、無綫電視翡翠台、無綫電視高清翡翠台、鳳凰衛視中文台、鳳凰衛視香港台、馬來西亞Astro华丽台，以及中國內地的江蘇衛視、廣東衛視、雲南衛視、愛奇藝網。日本及台灣則透過院線直播的方式，讓兩地歌迷在電影院零時差欣賞音樂會。
- 2013年4月2日：香港文化中心音樂廳《Final Encounter》-Love Journey 繼續張國榮十周年紀念音樂會[4]
- 2013年3月30日－5月1日：銅鑼灣時代廣場，《繼續寵愛·十年·紀念展》[8]
  - 紀念展以張國榮的音樂、舞台、電影為題設置不同的展區，除了播放其精彩音樂及電影作品外，亦展出他歷年來於演藝界奪得的榮譽獎項及曾於舞台上穿過的私人珍藏服飾。
  - 3月30日開幕當天，現場展出來自全球的歌迷為張國榮而摺的紙鶴，總計有190萬119隻，成功打破「金氏世界紀錄」，成為目前全世界「規模最大的紙鶴展覽」。[9]4月17日再次將紙鶴紀錄更新為195萬6912隻，以張國榮生日「1956912」作為紀念。
- 2014年4月1日：香港浸會大學 -「大學會堂」，《繼續張國榮之「那些年……我們一起看的演唱會」》
- 2015年4月1日：香港伊利沙伯体育馆举行“继续张国荣·传奇回归·再创经典”音乐会。[10]
- 2016年是张国荣60周年诞辰，中国內地于3月25日上映《缘分》，香港上映《家有喜事》，南韩上映《星月童话》和《纵横四海》。[11][12]
  - 2016年9月8日 – 2016年9月18日：PMQ元創方- 哥影魅幻•張國榮 – “The Way We Were” The 60th Anniversary of Leslie Cheung展覽
  - 2016年9月12日：张国荣60诞辰纪念露天晚会。

### 2020年代
- 2021年4月1日：《想你‧張國榮》紀念音樂會，由鄭丹瑞擔任主持，参演藝人包括莫文蔚、許冠傑、張智霖、李克勤、古巨基、Metro Vocal Group等。節目在海運大廈觀景台「海運觀點」舉行，並在網上和部分香港電視台發布。在内地，廣州中山紀念堂舉辦《「共同渡過」緬懷張國榮金曲演唱會》。
- 2022年
  - 4月1日，香港文華東方酒店外有市民擺放鮮花悼念偶像，不過警方以限聚令為由用封鎖線圍封有關路段和作出廣播，而食環署外判清潔工亦於清走花束。有市民表示難以置信，從來未試過社會連悼念場地都容不下[13]
  - 4月1日，腾讯音乐推出《张国荣热·情演唱会超清修复版》，在腾讯旗下应用程序直播[14]
- 2023年
  - 4月1日，香港红磡体育馆，《继续宠爱·二十年·音乐会》，陈淑芬创办的天星娱乐推出
    - 
[查证请求]演出及参与嘉宾名单有于毅、古巨基、布志纶、林奕匡、周慧敏、袁咏仪、张智霖、张卫健、陈松伶、陈洁灵、郑欣宜、钟镇涛、谭耀文、Supper Moment、庄奕楠、蔡雨桐、梁睿洋、李幸倪、文佐匡、侯隽熙、黄洛妍、彭家贤、詹天文、刘咏彤、钟柔美、成龙、刘德华、古天乐、吴君如、周迅、莫文蔚、许冠杰、梁朝伟、梁家辉、梅婷、黄磊、刘嘉玲等[15]
    - 中国内地由淘宝独家免费直播，海外则通过直播平台MiFaShow进行收费直播

  - 4月1日，香港会议展览中心，《想張國榮20周年致敬音樂會》，环球唱片推出
    - 参演歌手有黎明、陳慧琳、許志安、梁詠琪、AGA、蘇永康、梁漢文、炎明熹、陳葦璇、曾比特、P1X3L、JNYBeatz、Kerryta、石山街等[15]

  - 4月1日：《张国荣告别乐坛演唱会》母带版，香港华媒创纪集团与抖音推出，在抖音直播[16]
  - 3月30日-4月1日：西九文化區自由空间，《HKT西九音乐节：异色烟火张国荣》[17]
  - 3月29日-10月9日：香港文化博物馆，《继续宠爱・张国荣纪念展》[18]，并破例在9月12日的闭馆日开放博物馆，在当日免费派发有限数量的带有张国荣笔迹和照片的明信片，发完即止[19]。
  - 3月23日-4月2日：奥海城，《Timeless Leslie Encounter》與永恆傳奇的相遇[20]
  - 3月16日-4月15日：中环云咸街41号文静大厦，《Leslie Forever》永远永恒张国荣纪念画展
  - 3月24日-5月3日：上海四川北路今潮8弄，《时间的蔷薇——张国荣二十周年纪念展》
  - 由全国艺术电影放映联盟牵头，中国大陆于9月12日重映1998年的电影《红色恋人》[21]，香港于同日在香港文化博物馆重映《东邪西毒》和《恋战冲绳》

## 紀念事物

#### 紀念蠟像
杜莎夫人蠟像館總館位於英國倫敦，香港分館於2000年開幕，館內共分為七個不同的展館，張國榮的蠟像是唯一一位放置於「偉人殿堂」展館的演藝明星蠟像。同时，张国荣在上海，武汉，北京，重庆蜡像馆首批入驻明星。

#### 纪念影展
世界各地纪念张国荣的电影展较多，仅列举其中一小部分
- 2003年台湾金马奖张国荣纪念展[23]
- 2003年美国洛杉矶向张国荣致敬影展[24]
- 2003年法国巴黎张国荣纪念影展
- 2003年澳洲墨尔本张国荣银幕生涯回顾展
- 2003年英国曼彻斯特纪念影展
- 2003年瑞士纽察图张国荣纪念影展
- 2003年奥地利维也纳张国荣纪念影展
- 2003年美国纽约、芝加哥举行张国荣纪念影展
- 2003年加拿大蒙特利尔、多伦多举行张国荣纪念影展
- 2004年荷兰鹿特丹电影节放映《东邪西毒》，并在电影节上安排环节向张国荣致敬[25]
- 2013年中国上海国际电影节向大师致敬单元有张国荣电影回顾展[26]
- 2013年中国北京新影联院线张国荣经典影片展映[27]
- 2013年日本东京Leslie Cheung纪念影展[28]
- 2013年日本大阪Leslie Cheung纪念影展[28]
- 2013年南韩釜山电影殿堂举行张国荣逝世10周年纪念特别展（由于南韩人对张国荣的喜爱，让原本于5月30日结束的展览又延期了一个月）。[29]

#### 纪念歌曲
- 2003年：漢洋《哥哥》
- 2004年：曾一鳴《煙花燙》
- 2006年：陳奕迅《不求人》
- 2016年：古巨基《Dear Leslie》（‘哥’迷會會歌）
- 2023年：于毅《从未远离》

#### 纪念书籍
- 《与他共度61世:张国荣的电影生命》[30]
- 《张国荣:禁色的蝴蝶》[31]
- 《盛世光阴:张国荣》[32]
- 《这么远那么近》
- 《张国荣的时光》[33]
- 《不一樣的煙火:張國榮音樂傳奇》
- 《不如我们重头来过:张国荣传》

#### 紀念獎學金
張國榮將1989年發行的《Salute》專輯所有收益捐獻給香港演藝學院的音樂學院作為獎學金。2004年後﹐改為張國榮紀念獎學金，每年5月頒發。張國榮紀念獎學金是香港演藝學院的最高奖学金之一，獎學金分為兩部分，一部分是獎學金，用於獎勵學業出色的學生，此部分為10萬元；另一部分是助學金，是為了家庭環境比較困難的學生，此部分是每個學生每年3.5萬。如此分配是為了鼓勵出類拔萃的學生，並且又能幫助家庭貧困的學生。

#### 榮譽
2018年楊光宇先生以張國榮（Cheungkwokwing）命名55383號小行星，表彰他為粵語流行音樂做出的巨大貢獻。

#### 纪念与重製專輯
- 《ReImagine Leslie Cheung》：2012年环球唱片群星在“浮想联翩张国荣”音乐会上的现场录制专辑
- 《Salute to Dear Leslie》：2017年古巨基推出的翻唱专辑，除第一首的《Dear Leslie》是新歌外，其余歌曲都是翻唱
- 《REVISIT》：2020年发行的重制专辑，第一派台歌《春夏秋冬A Balloon’s Journey》采用從未曝光的另一版本聲帶[36]
- 《Remembrance Leslie》：2023年发行的重制专辑，第一派台歌《无心睡眠 Sleepless nights Restless heart》采用從未曝光的另一版本聲帶，副歌歌词有小改动[37]
- 《Remembering Leslie》：2023年环球唱片召集旗下新星歌手翻唱的致敬专辑